# Jaźwce
Jaźwce (także Jaźwice, Jażwice, Yazowcze, Jazwicze, Jaźwiec) − nieistniejąca już wieś, położona na terenie dzisiejszych Katowic. Funkcjonowała ona prawdopodobnie na terenie dzisiejszego Muchowca, wyludniła się i przestała istnieć. Wieś jest również utożsamiana przez niektórych historyków z dzisiejszym Janowem.
Nazwa wsi Jaźwice powstała od nazwy oznaczającej borsuka. Wieś była typową osadą leśną, leżącą w głębi lasu.
Najstarsza informacja na temat osady Jaźwce pochodzi z dokumentu księcia opawsko-raciborskiego Mikołaja z 15 grudnia 1360, potwierdzającego Ottonowi z Pilicy własność wsi Jaźwce, Załęże, Bogucice i miasta Mysłowice.
Fragment dokumentu darowizny:

Mikołaj z Bożej łaski Książę Opawski i Raciborski wszystkim do wiadomości [...], że mu miłe i wierne służby, które umiłowany i szlachetny rycerz Otto, zwany de Pylcz, nieprzerwanie pełni [...] wynagrodzić pragnąc, jemu oraz dziedzicom i prawym następcom jego te wsie [...] to jest wieś Jazwicze i wieś Zalenze, z dziedzictwa ojcowskiego jemu bezspornie należące, podobnie i wieś Boguczyce z wsią Rozdzen i z miastem Myslowicze [...] dajemy, zezwalamy i darujemy.

W 1517 książę cieszyński sprzedał i wydzielił państwo pszczyńskie Aleksemu Turzo. W dokumencie sprzedaży wystawiony w języku czeskim 21 lutego 1517 we Frysztacie jest wymieniona wieś Yazowcze:

[...] wes Bohuticze, wes pusta Yazowcze [...] kuznicze druha w Bohuticz.

Kolejną informacją o wsi jest akt sprzedaży przez Jana Turzo dóbr mysłowickich  Stanisławowi Salomonowi, wystawiony 22 lutego 1536. W skład dóbr mysłowickich wchodziły: miasto Mysłowice, wsie Roździeń i Bogucice (wraz z Kuźnicą Bogucką), wsie Załęże, Brzezinka, Brzęczkowice i Dziećkowice. Pojawia się także wzmianka o trzech niezamieszkanych ("pustych") wsiach − Jaźwce, Koziniec i Szopienice.
Od wieku XVII o wsi nie ma wzmianek w dokumentach pisanych.